# Berzosa de los Hidalgos
Berzosa de los Hidalgos est un hameau espagnol située dans la province de Palencia dans la communauté autonome de Castille-et-León au nord-ouest de l'Espagne. Il fait partie de la commune Micieces de Ojeda.

## Géographie
Berzosa est située dans le pays (la "comarca") de "La Ojeda", dans le Nord-ouest de la province de Palencia.
Située proche de la naissance de la rivière "Boedo", dans la vallée de la Ojeda.
Limitrophe des villages Micieces, Villavega, la Vid y Báscones.
L'économie du village est basée dans l'agriculture et l'élevage, principalement ovin.

## Démographie
En 2009, 24 habitants étaient recensés.

## Monuments et lieux d'intérêt
- Église paroissiale de "San Cristóbal" (art roman)
- Vieux Orme à côté de l'église "La Olma"